# Осоеды
Осоеды  (лат. Pernis) — род птиц семейства ястребиных (Accipitridae).

## Описание
Представители данного рода гнездятся в умеренных и тёплых зонах Старого Света и питаются личинками ос и пчёл, а также мелкими позвоночными. Два вида умеренных широт — осоед (Pernis apivorus) и хохлатый осоед (Pernis ptilorhynchus) являются мигрирующими.
Обнаружив в земле гнездо ос, осоед начинает копать не возле входа в гнездо, а прямо над гнездом, по кратчайшей от поверхности земли к гнезду. Ноги сильнее, чем у канюков того же размера, хорошо приспособлены для копания. Плотное оперение непроницаемо для жал перепончатокрылых.
Представители этого рода имеют оперение, которое имитирует оперение молодых особей обыкновенного канюка (Buteo buteo) и видов рода хохлатые орлы (Spizaetus). Возможно, это мимикрия, которая выработалась для защиты от более крупных хищных птиц.

## Виды
Международный союз орнитологов относит четыре вида:
- Pernis apivorus — осоед
- Pernis ptilorhynchus — хохлатый осоед
- Pernis celebensis — красногрудый осоед
- Pernis steerei